# 노부카타촌
노부카타촌(延方村)은 이바라키현 나메가타군에 일찍이 존재했던 촌이다.

## 지리
- 현재의 이타코시 동부에 위치한다.
- 촌은 북포 서쪽 해안에 위치해 있다.
- 촌 지역은 고원과 평지가 뒤섞인 골짜기가 많은 지형이다.

## 역사
- 1889년 4월 1일 - 정촌제 시행에 의해 나메가타군 노부카타촌이 성립하였다.
- 1955년 2월 11일 - 오우하라촌, 쓰지촌과 합병해 이타고정이 성립하여, 노부카타촌은 소멸하였다.

## 인구
| 1891년 | 3,940 |
| 1920년 | 4,425 |
| 1935년 | 4,969 |
| 1950년 | 6,170 |

## 교통

### 도로
- 2급국도
  - 국도 제123호선 (→국도 제51호선)

## 참고문헌
- 角川日本地名大辞典編纂委員会『가도카와 일본 지명 대사전 8 茨城県』、가도카와 쇼텐、1983年 ISBN 4040010809